# Cadillac Gage
Pour les articles homonymes, voir Cadillac.
L'entreprise Cadillac Gage est un ancien fabricant de matériels militaires des États-Unis dont le siège était a Warren (Michigan) qui fabrique des armes légères, des canons, des véhicules blindés à roues, ainsi que d'autres systèmes d'armes. Il est la propriété de Textron Systems. En 1994, il fusionne avec Textron Marine pour former Textron Marine & Land Systems.
Cadillac Gage fabrique notamment depuis la guerre du Vietnam la mitrailleuse Stoner 63 ainsi que le transport de troupes Cadillac Gage Commando. Dans les années 1980, elle conçoit le char léger Stingray.